# Candace Hilligoss
Mary Candace Hilligoss  (n. Huron, de Dakota del Sur, 14 de agosto de 1935) es una actriz estadounidense. 
Después de tres años en la Universidad de Iowa, llega a Nueva York para estudiar actuación en el American Theatre Wing. Hizo su debut el verano de ese mismo año, realizó programas televisivos producidos en Nueva York, y bailó en el club nocturno Copacabana.  
Candace Hilligoss es reconocida por su interpretación de Mary Henry en Carnival of Souls, largometraje de terror de 1962 que, hoy en día, es considerado como una película de culto. También apareció en La maldición del cadáver viviente (The Curse of the Living Corpse, 1964), dirigida por Del Tenney.

## Vida personal
Después de la universidad, Hilligoss asistió a la Escuela de Modelaje y Actuación de Barbizon en Nueva York. Después de graduarse de allí en 1956, fue una de las cinco modelos que viajaron a Sudamérica en una gira de un mes para presentar la nueva moda estadounidense.
Candace Hilligoss se casó con el actor Nicolas Coaster, y se divorciaron en 1981. Tuvieron juntos dos hijos.
El año 2017, publicó un libro titulado "The Odyssey and the Idiocy, marriage to an actor", una memoria de parte de su vida, el cual recibió excelente críticas.

## Filmografía

### Cine
| Año  | Título                         | Personaje      | Otros |
| 1962 | Carnival of Souls              | Mary Henry     |       |
| 1964 | The Curse of the Living Corpse | Deborah Benson |       |
| 1971 | South of Hell Mountain         | Helen          |       |

### Televisión
| Año  | Título     | Personaje   | Otros                                 |
| 1962 | Naked City | Mrs. Harris | Episodio: "Hold for Gloria Christmas" |
| 1981 | Quincy     | Kimberly    | Episodio: "Stain of Guilt"            |